# Winter Grand Prix van Zweden 1947
De Winter Grand Prix van Zweden 1947 was een autorace die werd gehouden op 9 februari 1947 op de militaire luchthaven Rommehed in Borlänge. Slechts vier auto's gingen de race van start omdat het schip met de rest van de auto's haar bestemming niet kon bereiken.

## Uitslag
| Positie | Rijder                | Team        | Ronden | Tijd/Opgave        |
| ------- | --------------------- | ----------- | ------ | ------------------ |
| 1       | Reg Parnell           | ERA         | 20     | 59:02.2            |
| 2       | Leslie Brooke         | ERA         | 20     | +0.6               |
| 3       | George Abecassis      | ERA         | 17     | +3 ronden          |
| NF      | Gustav Nobelius       | Bugatti     | 3      | Motor              |
| NS      | Ciro Basadonna        | Maserati    |        | Auto niet aanwezig |
| NS      | Raymond Sommer        | Maserati    |        | Auto niet aanwezig |
| NS      | Louis Chiron          | Talbot-Lago |        | Auto niet aanwezig |
| NS      | Eugène Chaboud        | Delahaye    |        | Auto niet aanwezig |
| NS      | Charles Pozzi         | Delahaye    |        | Auto niet aanwezig |
| NS      | Henri Trillaud        | Delahaye    |        | Auto niet aanwezig |
| NS      | Yves Giraud-Cabantous | Delahaye    |        | Auto niet aanwezig |
| NS      | Berardo Quadri        | Maserati    |        | Auto niet aanwezig |
| NS      | Henri Louveau         | Maserati    |        | Auto niet aanwezig |
| NS      | Sven Erbs             | Mercedes    |        | Auto niet aanwezig |
| NS      | Holger Hjelm          | Alfa Romeo  |        | Auto niet aanwezig |